# Felice Salimbeni

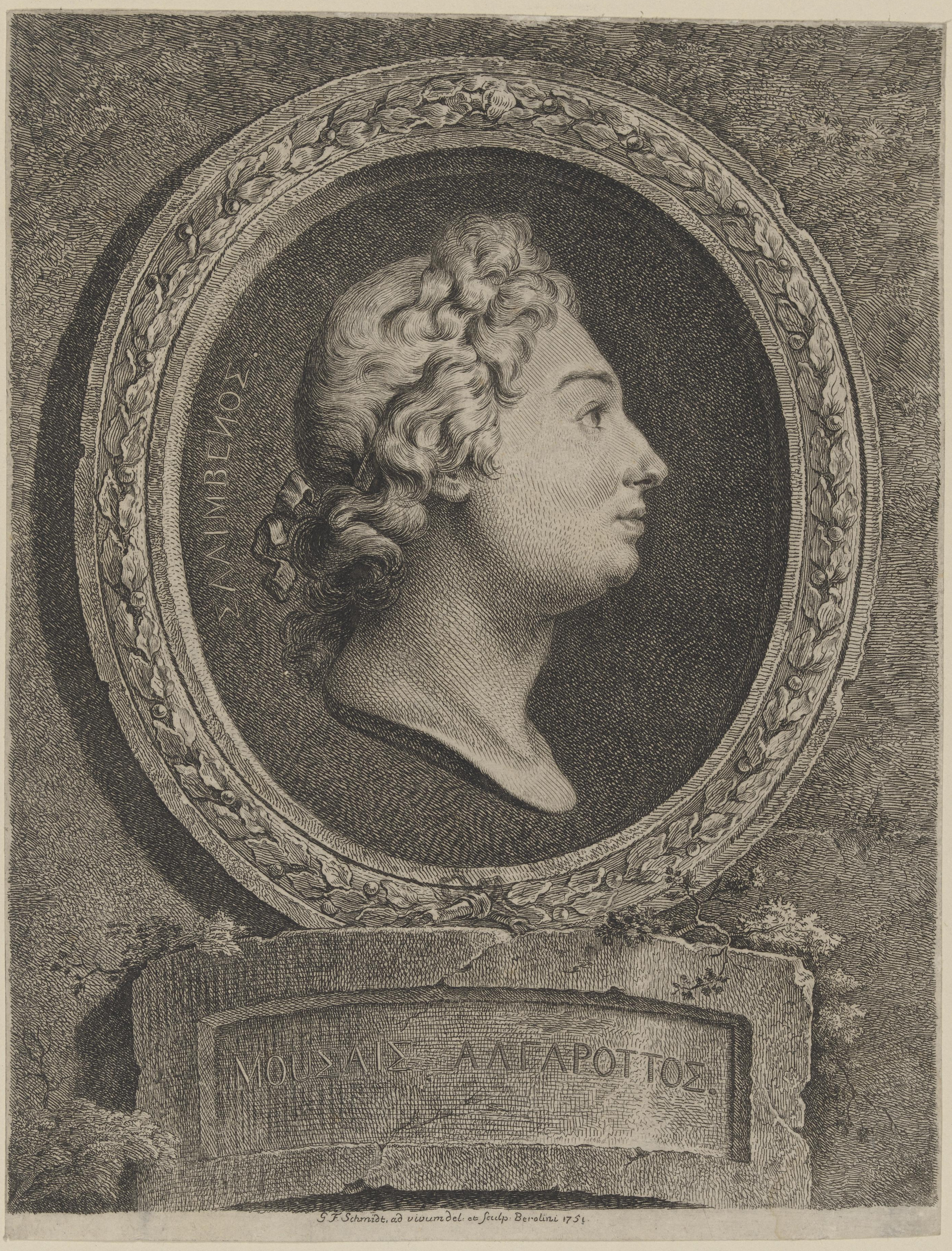
Bildnis des Felice Salimbeni von Georg Friedrich Schmidt (1751)

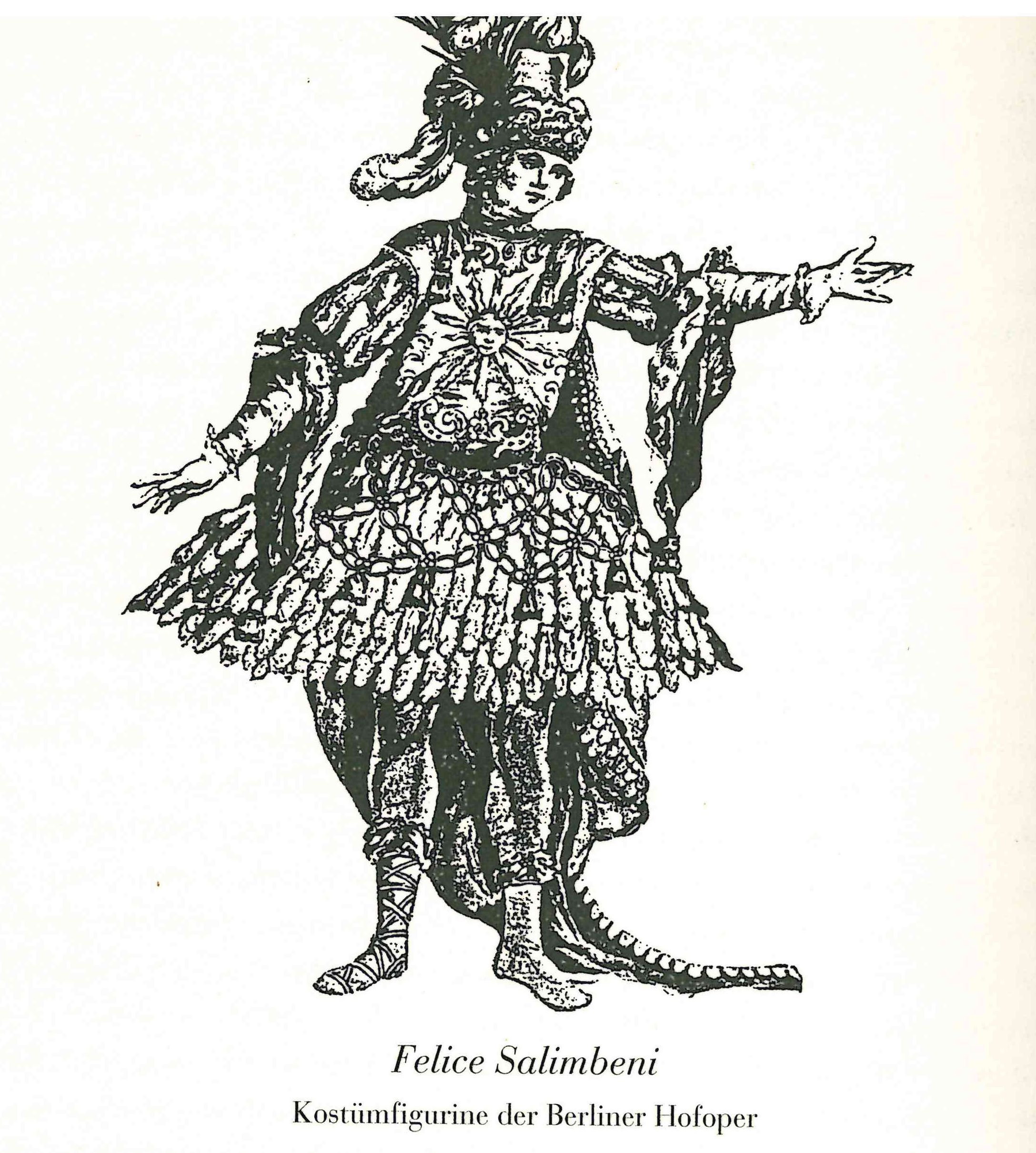
Der Kastrat Felice Salimbeni während einer Opernaufführung des Königlichen Hoftheaters Berlin. Kostümfigurine.

Felice Salimbeni (* um 1712 in Mailand; † 16. Oktober 1755 in Vrhnika bei Ljubljana) war ein italienischer Opernsänger (Kastrat/Sopran).

## Leben
Als Kind mittelloser Eltern durchlief er die klassische Gesangsausbildung eines Kastraten bei Nicola Antonio Porpora zusammen mit dem Altkastraten Giuseppe Appiani. Im Jahre 1731 trat Salimbeni erstmals in Opernproduktionen auf. In der Karnevalsaison im Teatro Capranica in Rom sang er zunächst in der am 12. Januar 1732 erstmals aufgeführten Oper Cajo Fabrizio von Johann Adolph Hasse die Rolle der Bircenna. Hier trat er zusammen mit den Kastratenkollegen Caffarelli (Pirro), Domenico Annibali (Cajo Fabrizio) und Angelo Maria Monticelli (Sestia) auf. Diese Erstbesetzung war einer der wenigen Fälle, in denen Salimbeni in einer Frauenrolle auftrat, zugleich aber die erste Oper Hasses, dessen Musik Salimbeni noch oft singen sollte. In den beiden darauf folgenden Spielzeiten des Teatro Capranica war Salimbeni in zwei Produktionen seines Lehrers Porpora zu hören: als Ersinda in Germanico in Germania (Uraufführung am 11. Februar 1732) sowie als Giasone in Issipile (Uraufführung am 24. Januar 1733). Im Mai 1733 trat er als Ariodante in der Oper Ginevra des weniger bekannten italienischen Komponisten Giuseppe Sellitto am Teatro San Samuele in Venedig auf.

### Sänger am Kaiserhof in Wien
Im Sommer 1733 wurde Salimbeni Sänger an der kaiserlichen Oper in Wien. Vom kaiserlichen Hofpoeten Pietro Metastasio wird berichtet, dass er sich Salimbenis besonders angenommen und Opernlibretti speziell für ihn eingerichtet habe. Im Libretto der am 30. August 1733 uraufgeführten Oper L’olimpiade soll Metastasio in der Beschreibung des Megacle, der Rolle, die Salimbeni auch sang, eine Beschreibung des Sängers selbst eingearbeitet haben. Diese Beschreibung des Megacle lautet:

“Io l’ò presente. Avea
 Bionde le chiome, oscuro i ciglio, i labbri
 Vermigli si, ma tumidetti, e forse
 Oltre il dover; gli sguardi
 Lenti e pietosi un arossir frequente
Un suave parlar”

„Ich habe sie (seine Gestalt) immer vor Augen. Er hatte blondes Haar, schwarze Augenbraunen, schöne rothe Lippen, aber etwas erhaben, und vielleicht ein wenig zu viel; sein Blick war bescheiden und sanft; er erröthete oft; süß war seine Sprache.“

Seine nächsten großen Auftritte in einer solchen speziell für ihn eingerichteten Oper erfolgten in der Rolle des Sesto in der Erstaufführung der Oper La clemenza di Tito am 4. November 1734, in Achille in Sciro am 13. Februar 1736 sowie in Ciro riconosciuto am 28. August 1736, alle vertont vom kaiserlichen Hofkomponisten Antonio Caldara.
Zu seinen Lehrern zählte später auch Christoph Schaffrath. Stationen seiner Karriere waren unter anderem die Opernhäuser in Rom, Wien, Berlin und Dresden. Er sang unter anderem in Opern von Antonio Caldara und Nicola Porpora Titelpartien.

## Wertung
Salimbeni galt als herausragender Hasse-Interpret und als einer der bekanntesten Sänger seiner Zeit.